# 5 (siffra)
Siffran 5 (fem (fil)) används för att beteckna talet 5 och är en siffra i varje positiv talbas som är 6 eller högre.

Teckenspråkets tecken för siffran 5.
Punktskriften för siffran 5.
Kilskrifttecken för 5 mellan andra siffror.
Signalflagga för siffran 5.
Mayakulturens tecken för siffran 5.
Babyloniska tecknet för siffran 5.
5 ögon på en tärning.